# 瀧川幸辰
瀧川 幸辰（たきかわ ゆきとき、1891年（明治24年）2月24日 - 1962年（昭和37年）11月16日）は、日本の法学者。法学博士。専門は刑法。岡山県出身。京都帝国大学教授。京都大学総長。日本学士院会員。正三位勲一等瑞宝章。音読みで「たきがわ こうしん」と呼ばれることもあった。

## 経歴
- 神戸尋常小学校、神戸一中、北野中学を経て、1909年三高に入学
- 1912年（大正元年）21歳の時、京都帝国大学法科大学独法科に入学。
- 1915年（大正4年）司法官試補に任官して修習を積んだ。京都帝国大学を卒業し、同大助手。
- 1917年（大正6年）3月15日、北村静子と結婚、4月に判事に任官し、京都地方裁判所・同区裁判所に勤務した。この間に瀧川最初の論文「共犯ノ従属的性格ニ就いて」を『京都法学会雑誌』に発表した[1]。
- 1918年、4月長男春雄誕生。9月30日京都帝国大学法科大学助教授に就任
- 1919年（大正8年）刑法総論・各論、それに演習と外国書購読も担当して、週9時間になった[2]。
- 1920年（大正9年）8月長女真理子誕生
- 1921年（大正10年）12月留学決まる
- 1922年3月在外留学に出発、主としてドイツに滞在、10月次女栄子誕生
- 1924年3月帰朝。4月京都帝国大学法科大学教授に就任
- 1933年、中央大学法学会主催の刑法学講演会がきっかけで[3]、その刑法学説が自由主義的な内容であったため文部省（当時の文部大臣は鳩山一郎）から休職処分を下されたのち退官した（滝川事件）。退官後は大学に属さず、立命館大学で講師をするなどしながら法律研究を行う。
- 1939年弁護士登録。チフス饅頭事件の弁護人を務めた。
- 1945年第二次世界大戦の終戦後には、大内兵衛らと共に論壇に復帰。
- 1946年、GHQの方針「日本教育制度ニ対スル管理政策ニ関スル件」が発せられる。大学と文部省の間で交渉（「清風荘」会談）が行われ、2月16日に京都大学に教授として復帰し[4]、法学部長となる。
- 1948年、4月、日本刑法学会創立とともに初代理事長となる。
- 1951年、法学博士（京都大学）（学位論文「刑法における構成要件の機能」）。
- 1953年、京都大学の総長に就任。
- 1957年、総長の任期を満了し退官した。
- 1962年、急死。享年72(満71歳没)

## 人物
- 「汝の道を進め、人々をして語るにまかせよ」というダンテの言葉を信条としていた。瀧川の評伝を著した京都大学教授の伊藤孝夫は、瀧川は座右の銘の通り自己の信念を貫き通す人生を送ったと評している[5]。
- 少年時代に叔父から貰った『福翁自伝』を読み感銘を受けている。その後も愛読し、京大総長時代の1957年（昭和32年）の入学式で福沢のエピソードを引いて告辞している[6]。
- 京大の法学部教授であった大石義雄は、滝川を「漱石の『坊ちゃん』そのままの性格」と評している[7]。
- 京大で新派刑法理論に立つ勝本勘三郎の刑法総論の講義を受け、1回生の期末試験で新派刑法理論を批判し、応報刑論で答案を書いた。勝本は瀧川の答案を2回生の刑法各論の講義に際し、学生達の前で読み上げ、「この答案はなかなかおもしろいが、自分の子供の頭を思い切り殴られたようで思い切った点数があげられなかった」と言って笑ったという[8]。
- 滝川事件で大学を追われるが、第二次世界大戦後、大学に復帰、京都大学総長を務め、学生運動との対立事件を繰り返した。特に「第2次滝川事件」と呼ばれる学生による瀧川への「暴行」事件は有名である。なお総長が理系学部から選ばれる傾向の強い京都大学（および前身の京都帝国大学）では、現在のところ、瀧川が文系学部から選出された最後の総長となっている。
- 滝川事件後は立命館大学で講義を行っていたが、その際新入生に対して、「困難に居てしかも、結果は人並いや人並以上なものを得るというのが、真に困難に処する道であります。諸君は決して自己弁解に陥ってはいけない。同情は人に対してするもので己に対してするものではありません」という言葉を送った[9]。
- 女性で初めて京大助教授になった木村靜子（刑法）の学生時代の演習指導を担当しており、後に、裁判官になっていた木村は瀧川の意向で京都大学法学部の専任講師として採用された。木村は著書で「先生は、自分の経験からも男子と女子との間に能力の差はなく、頭脳に優劣があると思ったこともない、というご意見をお持ちだった。」と述べる[10]。
- 京大総長退官後、私立大学や地方の大学、裁判所・検察庁、市長・知事出馬、大臣就任等の声がかかったが、瀧川は「京大の総長をしていた者がそんなところへ行けるか」と言い、全て断った。他方、学術講演や専門の講義は引き受け、ある大学の大学院では1人の大学院生のために遠方まで行き、指導をしていた[11]。

## 学説

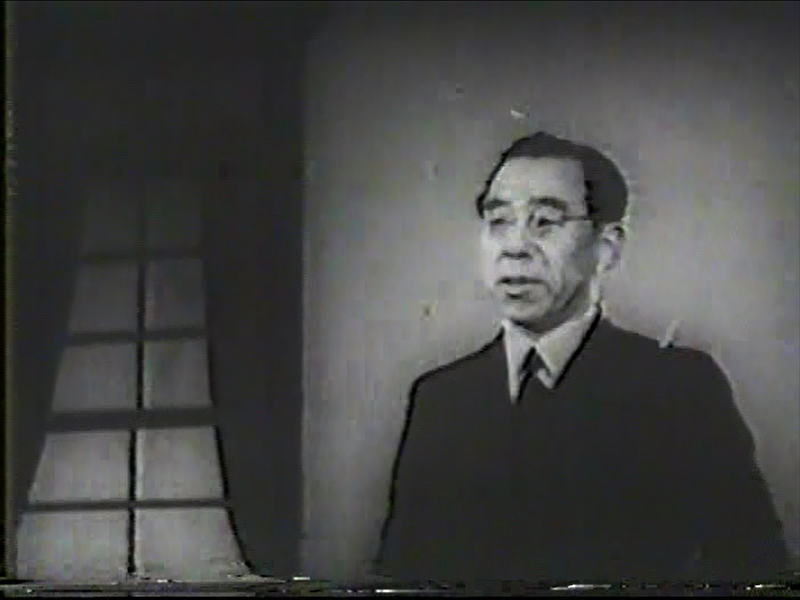
映画『日本の悲劇』より

東京学派の小野清一郎とほぼ同時期にドイツ刑法学における構成要件の理論を日本に初めて紹介し、犯罪を構成要件に該当する違法有責な行為であるとする現在の日本の刑法学の基礎を築いた。
瀧川は違法性の実質について、当初M・E・マイヤーに倣って国家的条理違反としていたが、その後生活利益の侵害であると改説し、前期旧派・古典学派の立場を明らかにした。その立場は佐伯千仭、中山研一、平野龍一らに継承されているが、瀧川の刑法理論は、当時の左翼的・マルクス主義的な思想を背景に、階級対立社会では、罪刑法定主義が厳守されなければ、刑法が階級抑圧の手段とされてしまうとして客観主義を強調するもので、このような立場からは、社会防衛・主観主義を強調する牧野英一らの新派刑法理論が批判されるのは当然のことながら、同じ客観主義を主張する小野に対してもその道義的責任を強調する国家主義的な刑法理論は批判されることになり、このような反国家的な思想が危険思想とみなされ後に滝川事件を引き起こすきっかけとなった。

## 著作
- 『刑法読本』（初刊：大畑書店）
- 『刑法講義』（弘文堂書房）
- 『刑法講義　改訂版』（弘文堂書房）
- 『刑法における構成要件の機能』（刑法雑誌1巻2号、1950年）
- 『犯罪論序説　改訂版』（有斐閣）
- 『刑法講話』（日本評論社）
- 『刑法各論　増補』（世界思想社）
- 『瀧川幸辰刑法著作集』（全5巻、世界思想社）
- 『刑罰・法学・歴史性』（新編：書肆心水、2023年）
- 『大学と政治：近代日本の大学の自治、その建設と破壊』（新編：書肆心水、2024年）

## 家族
瀧川家は旧岡山藩士族で、戦国武将瀧川一益に繋がるという。父・豊三郎は逓信省の下級官吏で、母・芳子は香川県の旧丸亀藩士族の娘であった。7歳のとき、大阪郵便電信局に勤務していた父を失い、弟・豊とともに鐘紡の社員であった叔父・定次に引き取られて育てられた。
妻・静子の兄は三高の同級生で商工省に勤務した北村保太郎。子息は一男二女がおり、長男は元大阪高裁判事・元大阪大学教授（刑事法）の瀧川春雄。

## 関連書籍
- 伊藤孝夫『滝川幸辰―汝の道を歩め』ミネルヴァ書房〈ミネルヴァ日本評伝選〉、2013年10月。ISBN 978-4-623-03907-4。